# گورستان بند گاه هدار
قبرستان بند گاه هدار مربوط به سده‌های متاخر دوران‌های تاریخی پس از اسلام است و در شهرستان سرباز، بخش پیشین، دهستان جکیگور، ۲ کیلومتری شمال روستای هدار واقع شده و این اثر در تاریخ ۲۷ اسفند ۱۳۸۷ با شمارهٔ ثبت ۲۶۵۱۶ به‌عنوان یکی از آثار ملی ایران به ثبت رسیده است.